# San Cesario di Lecce
San Cesario di Lecce este o comună din provincia Lecce, regiunea Puglia, Italia, cu o populație de 7.880 de locuitori&#32 (2021);și o suprafață de 8,09 km².

## Demografie
San Cesario di Lecce - evoluția demografică

|  | Graficele sunt indisponibile din cauza unor probleme tehnice. Mai multe informații se găsesc la Phabricator și la wiki-ul MediaWiki. |

Date: Recensăminte sau birourile de statistică - grafică realizată de Wikipedia